# Прусс, Нэлла Матвеевна
Нэлла Матвеевна Прусс (род. 1 января 1941, Свердловск, Свердловская область, СССР) — кандидат педагогических наук, профессор. Ректор университета управления «ТИСБИ» (1993–2016, 2018-2021), Президент университета управления «ТИСБИ» (с 2021 года). Академик Российской академии гуманитарных наук. Член Комиссии Российской Федерации по делам ЮНЕСКО.

## Биография
Нэлла Прусс родилась 1 января 1941 года в Свердловске (ныне — Екатеринбург). В 1963 году окончила Казанский государственный педагогический институт (КГПУ) по специальности «учитель английского языка». После окончания учёбы, с 1963 года по 1964 год, работала учителем в средней школе № 127 города Казани. С 1963 по 1994 год работала ассистентом, старшим преподавателем, доцентом на кафедре иностранных языков Казанского химико-технологического института (КХТИ). 
В 1979 году окончила аспирантуру Казанского педагогического института. В том же году защитила диссертацию на соискание учёной степени кандидата педагогических наук на тему «Влияние видных русских педагогов Казанского края на развитие просвещения и педагогической мысли нерусских народов, конец XIX-начало XX веков».
В 1992 году основала первый в Республике Татарстан негосударственный вуз — Университет управления «ТИСБИ». Сразу после основания стала ректором «ТИСБИ». С 1997 года исполняла обязанности заведующей кафедры педагогики. 27 июня 2016 года на заседании учёного совета «ТИСБИ» Нэлла Прусс объявила об уходе с поста ректора университета. После отставки с поста ректора она осталась в руководстве вуза в качестве Президента «ТИСБИ».
4 апреля 2018 года Нэлла Прусс вновь стала ректором университета «ТИСБИ». В интервью газете «Вечерняя Казань» она заявила, что вернулась не по своей инициативе.

## Награды
- Орден Дружбы (2009)
- Орден «Слава России» II степени за заслуги перед Отечеством
- Орден «За вклад в развитие международного делового сотрудничества»
- Медаль «В память 1000-летия Казани» (2005)
- Медаль «За укрепление авторитета российской науки» (2008)
- Медаль Министерства обороны Российской Федерации «За укрепление боевого содружества» (2009)

## Книги и публикации
- Методологические основы сетевого образования в вузе / Прусс Н.М., Мухаметзянова Ф.Г., Вафина В.Р. // В сборнике: Инновационные подходы в системе высшего профессионального образования в структуре сетевого обучения. Материалы итоговой научно-практической конференции преподавателей и аспирантов (с международным участием). 2014. С. 3–11.
- Сотрудничество ИИТО с сетью ассоциированных школ ЮНЕСКО / Прусс Н.М. // Высшее образование в России. 2014. № 10. С. 153–157.
- Становление и развитие негосударственного вуза как субъекта образовательной деятельности (на примере университета управления «ТИСБИ») / Мухаметзянова Ф.Г., Прусс Н.М., Вафина В.Р. // Образование и саморазвитие. 2014. № 3 (41). С. 36–41.
- Гарантии качества профессионального образования в негосударственном вузе / Прусс Н.М., Ахмина Г.А., Беляева Е.А. // Этнодиалоги. 2012. № 2 (39). С. 112–115.
- Глобальные проблемы на региональном уровне: опыт и перспективы / Прусс Н.М. / Вестник экономики, права и социологии. 2010. № 4. С. 210–211.